# Italaman santamaria
Italaman santamaria là một loài nhện trong họ Anyphaenidae.
Loài này thuộc chi Italaman. Italaman santamaria được Antonio D. Brescovit miêu tả năm 1997.